# گرند ویو (آیداهو)
گرند ویو(به انگلیسی: Grand View) شهری در شهرستان اوایهی ایالت آیداهو است که جمعیت آن در سرشماری سال ۲۰۱۰ میلادی ۴۵۲ نفر بوده است.

## موقعیت جغرافیایی
موقعیت جغرافیایی شهرها و مناطق اطراف به شرح زیر است: